# МИМ-104 Патриот
МИМ-104 Патриот је амерички противваздушни ракетни систем средњег домета који су развиле компаније Raytheon, Hughes и RCA.

## Развој
Развој је започет 1965. године када је комплетирана истраживачка студија за овај систем, а 1966. је установљена ознака САМ-Д (Surface to air Missile-Development). До 1970. радило се на развоју ракете када су извршена прва лансирања. Средином седамдесетих наступа фаза испитивања система вођења ракете где се укључују сви елементи ракетног система. Тада се даје нова ознака за систем XM-104 Patriot.
Сматра се да су 1980. завршене све фазе развоја: истраживање, развој и тестирање, иако је опремање јединица почело нешто касније и процењује се да је све то коштало око 2 милијарде долара. Систем Патриот је био намењен за опремање ПВО јединица америчке копнене војске

## Опис система

### AN/MPQ-53 радар
Овај мултифункционални радар користи антену са електронским скенирањем и захваљујући томе обавља више функција истовремено: осматрање ваздушног простора, откривање и праћење циља и ракетног пројектила, озрачивање циља и предају података команди за навођење ракете. Други ракетни системи за ове функције користе чак 3 до 5 радара.
Антенски систем са електронским скенирањем је стациониран- нема механичких окретаја антене већ је за време рада усмерен у једном правцу. Антена је састављена од великог броја елемената за емитовање и пријем електромагнетне енергије и зато може да образује више дијаграма усмерености различитих карактеристика. Електронским скенирањем управља рачунар према програмираном режиму рада којим су временски одређене поједине функције у сектору од 60 до 90 степени. Радар је смјештен у контејнер на полуприколици М860 коју вуче тегљач М818. Електричном енергијом се напаја из станице за напајање. За време борбеног рада у њему нема послуге, већ оператери управљају са командног места батерије.
Веза између КМ батерије и радара остварена је специјално заштићеним каблом отпорним на ЕМИНЕ. Захваљујући уграђеној опреми за тестирање (БИТЕ) у радару, рачунар за борбено командовање периодично аутоматски прима извештаје о стању подсистема радара и упозорава оператере на евентуалне неправилности у функционисању. Радар је фреквентно агилан, ради у Г-опсегу (8–10 GHZ) са 160 могућих радних фреквенција. Опсег Г је одабран као компромис (што је уобчајено код радара са антеном, са електронским скенирањем) између нижих фреквенција оптималним за осматрачке радаре и виших фреквенција погодних за праћење циља.

### Лансирно оруђе
Лансирно оруђе М90А садржи четвороструки лансирни-контејнер са ракетним пројектилима и електрични генератор за сопствено напајање електричном енергијом. Лансер-контејнер се састоји од 4 цеви повезане у сноп челичним тракама, које служе за транспорт, чување и лансирање пројектила. Сваки контејнер садржи по један ракетни пројектил који је направљен од алуминијума, и четвртастог је облика. Контејнер пружа топлотну изолованост и херметичност и чување пројектила до пет година. На предњој страни контејнер је затворен поклопцем од специјалне пластике који ракета пробија приликом испаљивања. Свака лансирна цев-контејнер је посебно повезана са системом за лансирање. Систем за управљање лансирањем смештен је у две конзоле, а омогућава пријем, декодирање и пренос сигнала од командног мјеста батерије до система. Лансирно оруђе се такође поседује серво механизам за покретање лансера и генератора електричне енергије.

### Ракетни пројектил
Ракетни пројектил је изведен по нормалној аеродинамичкој шеми, на класичне носеће површине, а за управљање користе се четири покретна стабилизатора на репном делу ракете. Укупна маса је 1000 kg, а са контејнером 1600 kg. Пројектил се састоји од балистичке капе, система за навођење, бојеве главе, погонске групе и система за управљање.
Балистичка капа је направљена од легуре силицијум диоксида и кобалта, осигурава аеродинамичке особине, а штити електронске склопове система за навођење од спољних утицаја и загревања. Електронски уређаји система за навођење изведени су у модуларној техници са дигиталном обрадом сигнала. Састоји се од модула за навођење на средњем делу путање ракетног пројектила и главе за самонавођење. Погонску групу чине мотори на чврсто ракетно гориво, спољњи изолатори и две спољње цеви кроз које пролазе каблови за пренос сигнала. Бојева глава М248 је предфрагментисана, а опремљена је даљинским упаљачем. Тешка је70 do 80 kg, а може бити класична или нуклеарна.

## Верзије система

### МИМ-104А
Основна верзија је уведена у оперативну употребу под ознаком Стандард.

### МИМ-104Б (ПАЦ-1)
Унапређена верзија данас позната као ПАЦ-1 с унапређеним софтверским компонентама. Са Измењеним начином претраге радаром, повећана му је способност радара за тражење балистичких пројектила.

### МИМ-104Ц (ПАЦ-2)
Након 1980-их је установљено да А и Б верзије јесу способне да открију балистичке пројектиле, али и да биле знатно мање способне за њихово уништавање. Након тога развија се нова ПАЦ-2 верзија. ПАЦ-2 верзија поседује софтверске промене у свом систему баш као и ПАЦ-1 верзија. Уведена је у употребу 1990. године, након тестирања 1987. године. ПАЦ-2 је прилагођаван за обарање балистичких пројектила, за разлику од оригиналног МИМ-105А Стандард пројектила који је био прилагођен за обарање ваздухоплова на свим висинама. Патриот је остварио задовољавајући учинак од 70% против балистичких пројектила лансираних из Ирака према циљевима у Саудијској Арабији током Заливског рата.

### МИМ-104Д (ПАЦ-2/ГЕМ)
Ова верзија је укључивала модернизацију пројектила јер се код ранијих верзија упаљач бојеве главе касно активирао, па пројектил није могао да постигне своје дејство. Код ове верзије упаљач се знатно раније активирао.

### МИМ-104Ф (ПАЦ-3)
МИМ-104Ф представља највећу модернизацију система. Пројектил ПАЦ-3 је добио знатно мању бојеву главу у односу на велике префрагментисане бојеве главе пројектила ПАЦ-2 и ГЕМ.
Употреба мање бојеве главе постала је могућа јер, ПАЦ-3 има знатно већу прецизност која се огледа у повећаним могућностима директног удара на циљ. Мања бојева глава истовремено значи и мању масу (30% мању у односу на ПАЦ-2) и пречник пројектила. ПАЦ-3 је задржао исту дужину као и ПАЦ-2, али је мањи пречник омогућио да се у стандардни четвероструки лансер за ПАЦ-2 може поставити чак 16 пројектила ПАЦ-3.

### Борбена употреба
- Систем је коришћен од стране САД у заливском рату 1991.
- Систем је такође коришћен од стране САД у инвазији на ирак 2003.
- Коришћен је од стране Израела у Операцији Заштитна ивица 2014. године, као и при обарању сиријских владиних авиона у грађанском рату у Сирији 2014. године.

24. јула 2018. испаљене су две ракете патриота на сиријски ратни авион Су-22 и уништили га; наводно авион је ушао у ваздушни простор Израела, а пилот је погинуо.
9. марта 2024. појавио се видео снимак који приказује уништење конвоја украјинских оружаних снага у којем су се налазила најмање два самоходна лансирна оруђа М901 система Патриот у близини града Покровск у Доњецкој области. Наводно га је погодила руска балистичка ракета Искандер-М.

## Корисници
- Бахреин
- Египат
- Грчка
- Холандија
- Израел
- Јапан
- Јордан
- Јужна Кореја
- Кувајт
- Немачка
- Саудијска Арабија
- САД
- Шпанија
- Република Кина
- Уједињени Арапски Емирати
- Украјина

### Будући корисници
- Румунија
- Пољска